# Santa María de Ipire
Santa María de Ipire ist ein Dorf des Bundesstaates Guárico in Venezuela. Santa María de Ipire ist Verwaltungssitz des Bezirks Santa María de Ipire.
Santa María de Ipire wurde am 4. April 1747 gegründet. Die geschätzte Einwohnerzahl für das Dorf und die Umgebung soll fürs Jahr 2010 etwa 19.646 betragen.
Das Dorf ist durch die Nationalstraße 15 mit El Socorro und Valle de la Pascua in Guárico und mit El Tigre in Anzóategui verbunden.
In der Gegend befinden sich Erdölfelder der Junín-Zone des Orinoco-Gürtels.